# 屈翠容
屈翠容 (英語：Joey Chui Yung Wat, 1971年—)，中國大陸企业家，百胜中国首席执行官。

## 生平
1971年出生在福建省福州市馬尾區亭江鎮象洋村，毕业于香港大学和美国西北大学。毕业后进入香港麦肯锡担任管理咨询师，2004年加入屈臣氏集团担任管理及战略高管，2014年9月加入百胜餐饮集团担任肯德基中国总裁。2015年8月至2017年2月担任肯德基中国首席执行官，2017年2月至2018年2月间担任百胜中国总裁兼首席运营官。2018年3月担任百胜中国总裁兼首席执行官。

## 荣誉
- 2017年和2018年连续两年被《财富》中文版评选为“中国最具影响力的25位商界女性”之一。[5][6]
- 2018年被《财富》评为“中国最具影响力的50位商界领袖”[6]
- 2018年5月被《财富》评为财富美国500强中25位优秀女性CEO。[7][8][9]